# Bohan
Bohan är en ort i Belgien.   Den ligger i provinsen Namur och regionen Vallonien, i den södra delen av landet, 120 km söder om huvudstaden Bryssel. Bohan ligger 169 meter över havet och antalet invånare är 348.
Terrängen runt Bohan är kuperad åt sydväst, men åt nordost är den platt. Bohan ligger nere i en dal. Närmaste större samhälle är Bièvre, 12,6 km nordost om Bohan. 
I omgivningarna runt Bohan växer i huvudsak blandskog. Runt Bohan är det ganska glesbefolkat, med 28 invånare per kvadratkilometer.